# Centerville (Minnesota)
Centerville is een plaats (city) in de Amerikaanse staat Minnesota, en valt bestuurlijk gezien onder Anoka County.

## Demografie
Bij de volkstelling in 2000 werd het aantal inwoners vastgesteld op 3202.
In 2006 is het aantal inwoners door het United States Census Bureau geschat op 3765, een stijging van 563 (17,6%).

## Geografie
Volgens het United States Census Bureau beslaat de plaats een oppervlakte van
6,3 km², waarvan 5,6 km² land en 0,7 km² water. Centerville ligt op ongeveer 270 m boven zeeniveau.

## Plaatsen in de nabije omgeving
De onderstaande figuur toont nabijgelegen plaatsen in een straal van 12 km rond Centerville.